# The Kill (film)
The Kill è un film del 1968 diretto da Gary Graver.

## Trama
Una pericolosa banda di contrabbandieri di eroina rapisce e violenta una ragazza. Antoinette assumerà un investigatore privato per rintracciare i colpevoli.